# Pisaura ancora
Pisaura ancora är en spindelart som beskrevs av Paik 1969. Pisaura ancora ingår i släktet Pisaura och familjen vårdnätsspindlar. Inga underarter finns listade i Catalogue of Life.